# Tested (EP)
Tested é um extended play que contém canções apresentadas no episódio "Tested" da quinta temporada da série Glee. O EP foi lançado nos Estados Unidos em formato de download digital no dia 15 de abril de 2014.

## Faixas
| N.º | Título                        | Cantada por                 | Duração |  |
| 1.  | "Addicted to Love"            | Kevin McHale                | 3:58    |  |
| 2.  | "I Want to Know What Love Is" | Amber Riley                 | 4:22    |  |
| 3.  | "Let's Wait Awhile"           | Amber Riley & Kevin McHale  | 3:01    |  |
| 4.  | "Love Is a Battlefield"       | Chris Colfer & Darren Criss | 3:55    |  |